# Władimir Kuzniecow (fizyk)
Władimir Dmitrijewicz Kuzniecow (ros. Владимир Дмитриевич Кузнецов, ur. 30 kwietnia?/12 maja 1887 w miejscowości Miasskij Zawod w powiecie troickim w guberni orenburskiej, obecnie w granicach Troicka w obwodzie czelabińskim; zm. 13 października 1963 w Tomsku) – był rosyjskim i radzieckim fizykiem.

## Życiorys
Urodził się w rodzinie kupca. W 1906 ukończył ze srebrnym medalem męskie gimnazjum w Troicku, a w 1910 skończył studia na Wydziale Fizyczno-Matematycznym Uniwersytetu Petersburskiego, po czym został wykładowcą Petersburskiego Instytutu Politechnicznego. Od 1911 pracował w Tomsku jako asystent, wykładowca, adiunkt i profesor działu fizyki Tomskiego Instytutu Technicznego, jednocześnie był profesorem działu fizyki Syberyjskich Wyższych Kursów Żeńskich i pracował w Tomskim Uniwersytecie Państwowym, gdzie w 1921 został profesorem fizyki i kierownikiem działu geofizyki; 1922-1923 pełnił funkcję zastępcy rektora i członka zarządu, a w 1923 krótko rektora tego uniwersytetu. Od 1923 do 1926 i ponownie od 1933 do 1936 był dziekanem Wydziału Fizyczno-Matematycznego Tomskiego Uniwersytetu Państwowego, jednocześnie 1924-1928 członkiem rzeczywistym Instytutu Fizyki Stosowanej przy Tomskim Instytucie Technologicznym. W 1929 był inicjatorem założenia Syberyjskiego Naukowo-Badawczego Instytutu Fizyczno-Technicznego i został jego pierwszym dyrektorem, kierując nim aż do 1960 (z przerwą w latach 1933-1937). W 1922 został magistrem fizyki, w 1934 otrzymał tytuł doktora nauk fizyczno-matematycznych. Zajmował się głównie problematyką metali i ich twardości. W latach 1936–1938 był zastępcą rektora Tomskiego Uniwersytetu Państwowego, w 1937 kierował w nim działem fizyki teoretycznej, a w 1938 działem fizyki eksperymentalnej, później od 1938 do 1963 działem fizyki metali tego uniwersytetu. Podczas wojny ZSRR z Niemcami przewodniczył Tomskiemu Komitetowi Uczonych dla Pomocy Frontowi i pracował przy udoskonalaniu produkcji techniki wojennej i zaopatrzenia wojskowego. Napisał pięciotomową pracę Fizika twiordogo tieła. W 1946 został członkiem korespondentem, a w 1958 akademikiem Akademii Nauk ZSRR, 1958-1961 był członkiem Prezydium Syberyjskiego Oddziału Akademii Nauk ZSRR. W 1945 został członkiem WKP(b), 1947-1951 był deputowanym do Rady Najwyższej RFSRR, a 1934-1947 deputowanym do Tomskiej Miejskiej Rady Deputowanych.

## Odznaczenia i nagrody
- Medal Sierp i Młot Bohatera Pracy Socjalistycznej (12 lipca 1957)
- Order Lenina (trzykrotnie, 4 listopada 1944, 27 marca 1954 i 12 lipca 1957)
- Nagroda Stalinowska (1942)
- Order Świętego Stanisława III klasy (1917)
- Medal „Za ofiarną pracę w Wielkiej Wojnie Ojczyźnianej 1941–1945” (1946)

I inne.

## Upamiętnienie
W 1964 jego imieniem nazwano Syberyjski Instytut Fizyczno-Techniczny i ulicę w Tomsku, a w 1980 na gmachu instytutu odsłonięto tablicę pamiątkową.